# Pałac Sanguszków w Tarnowie
Pałac Sanguszków w Tarnowie (Budynek Starostwa Tarnowskiego, Dom Książęcy) – pałac znajdujący się przy placu Jana Sobieskiego w Tarnowie. Został wzniesiony pod koniec XVIII wieku; jego obecną formę nadano mu w I poł. XX wieku. Na przestrzeni wieków pełnił różne funkcje, w tym mieszkalne i biurowe m.in. mieścił siedziby urzędów, m.in. austriackiego i polskiego starostwa powiatowego oraz urzędu wojewódzkiego województwa tarnowskiego. W czasie rabacji galicyjskiej przed budynkiem składano ofiary rzezi, a ówczesny starosta tarnowski wypłacił tu chłopom „nagrodę”, w zamian za dochowanie wierności austriackiemu cesarzowi. Od pełnionej funkcji administracyjnej nazywany budynkiem starostwa.

## Lokalizacja
Budynek znajduje się w centrum Tarnowa, poza murami miejskimi, za dawną bramą Krakowską, w miejscu zwanym dawniej Przedmieściem Krakowskim lub Wielkim Przedmieściem, po południowej stronie placu Jana Sobieskiego, pod numerem 5.

## Historia

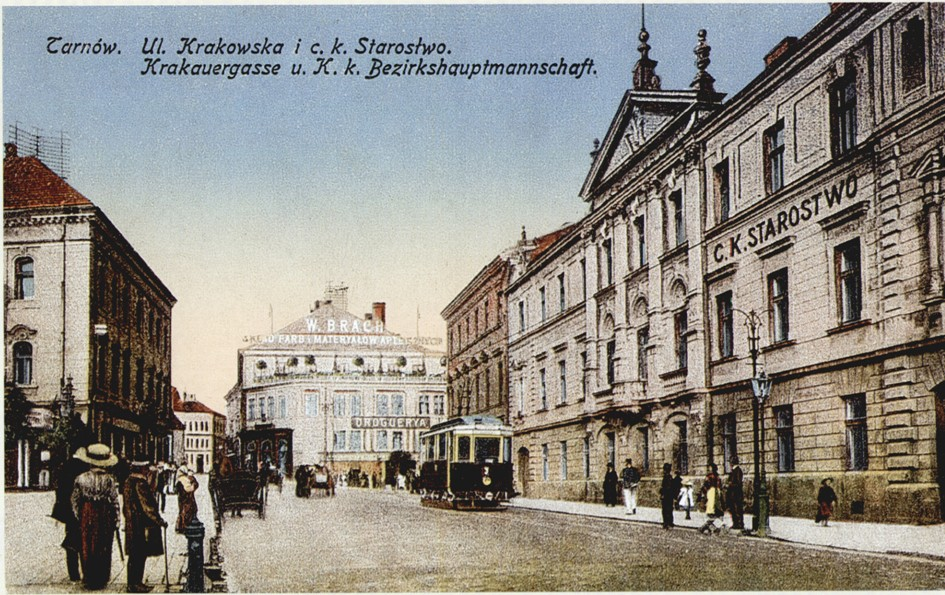
Budynek na pocztówce z czasów austriackich

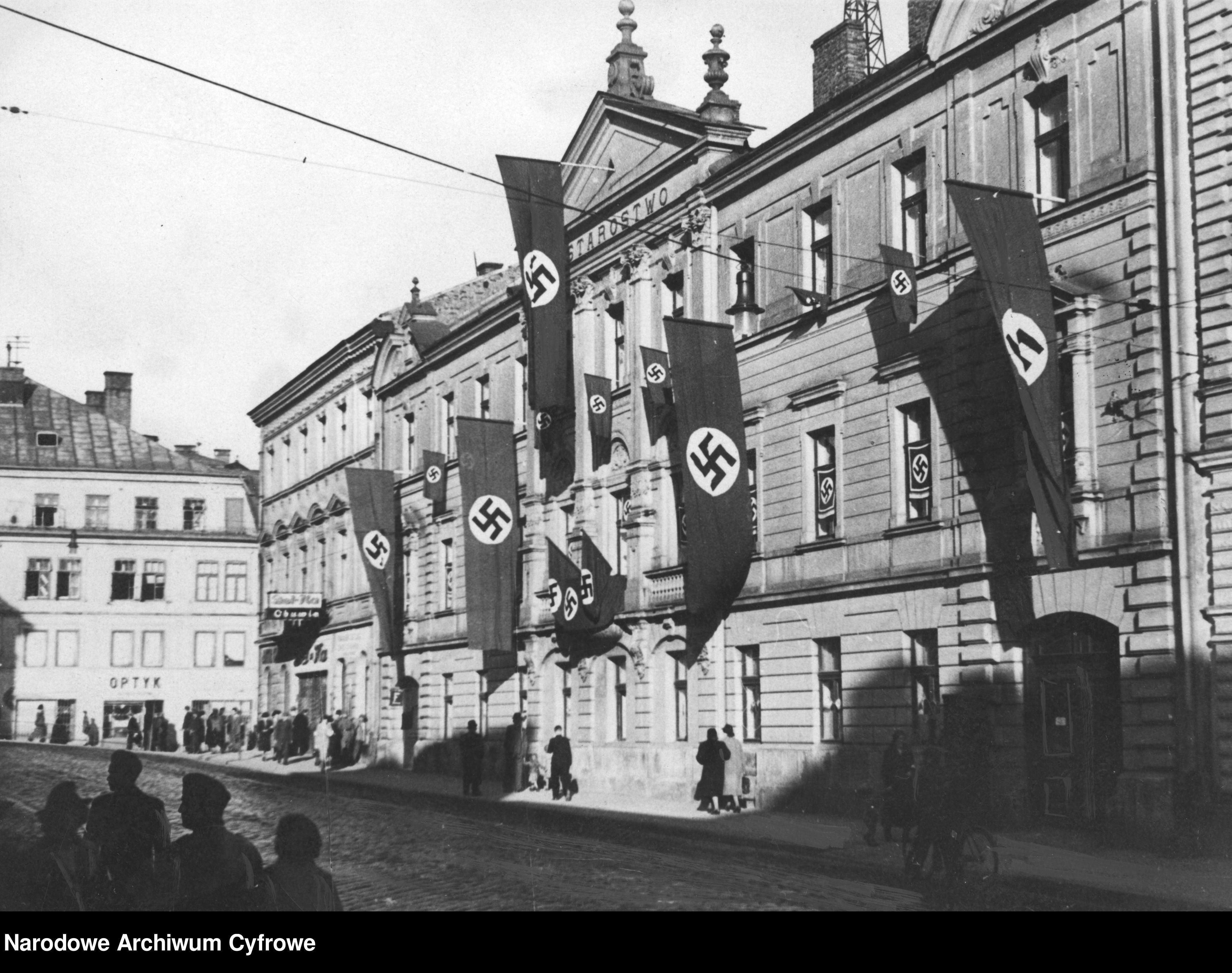
Budynek podczas II wojny światowej przyozdobiony z okazji obchodów rocznicy urodzin Adolfa Hitlera

Pierwotnie na działce lokacyjnej nr 5 znajdowała się drewniana karczma należąca do książąt Sanguszków. Barokowy budynek pałacowy został wzniesiony w latach 1785–1796 lub do 1799 roku z inicjatywy ówczesnego właściciela miasta, Hieronima Sanguszki. Nieco cofnięty względem drogi, był dwuskrzydłowy, a w obrębie działki znajdowały się wolnostojące zabudowania gospodarcze i prawdopodobnie stajnie. Na planie miasta z 1796 roku budynek oznaczono jako „Dom Książęcy” (niem. „Fürst Haus”), a w inwentarzu hrabstwa tarnowskiego umieszczono go pod nazwą „kamienica nowa na Przedmieściu Krakowskim zmurowana... z facjatą takąż i cyfrą Jaśnie Oświeconego Pana”.
Budynek był siedzibą magnacką. Książę Hieronim Sanguszko zamieszkał w nim na stałe od 1798 roku. Na początku XIX wieku syn Hieronima, książę Eustachy Sanguszko, sprzedał budynek władzom austriackim, które umieściły w nim w 1825 roku siedzibę cyrkułu tarnowskiego, a od 1867 roku powiatu tarnowskiego.
W 1836 w pałacu zamieszkał starosta tarnowski (kreishauptmann) Józef Breinl von Wallerstern. W lutym 1846 roku, wiedząc o przygotowaniach do powstania krakowskiego, Breinl zwołał w pałacu wójtów wzywając ich do przeciwstawienia się szlachcie i wszelkim wrogom cesarstwa. W czasie rzezi galicyjskiej na plac obok budynku chłopi zwozili ofiary rabacji (złożono ich tam ok. 150), a także przyprowadzali pojmanych powstańców krakowskich celem oddania ich władzom austriackim. W pałacu starosta Breinl spotkał się także z przywódcą chłopskim, Jakubem Szelą, oraz w ramach „nagrody za wierność cesarzowi” wypłacił chłopom 4000 złotych reńskich.
W XIX wieku budynek co najmniej dwukrotnie przebudowywano. Po raz pierwszy przed 1831 rokiem, kiedy to budynkiem zarządzało Starostwo Tarnowskie. Nadano mu formy klasycystyczne, o wieloosiowej fasadzie z obszerną sienią pośrodku. Podczas przebudowy w 1870 roku, formy klasycystyczne zostały zaburzone. Około 1900 lub 1901 roku budowla po raz kolejny została przebudowana, uwzględniając przede wszystkim fasadę, której nadano neobarokowy wygląd. W XX wieku na polecenie władz austriackich, na podstawie projektu Szczęsnego Zaręby, dyrektora budownictwa miejskiego Tarnowa, ujednolicono charakter budynku na zbieżny z ówczesną estetyką.

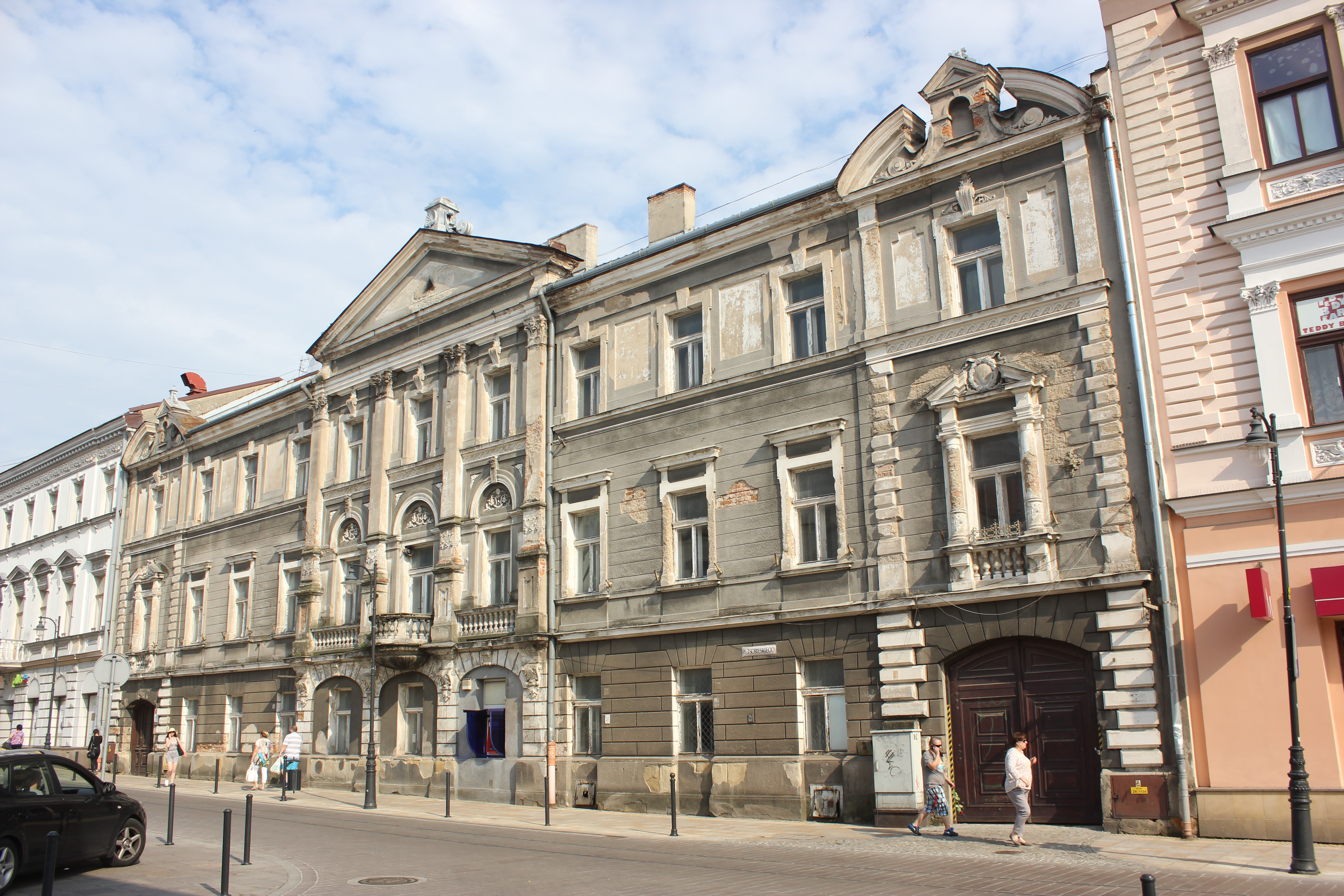
Widok na pałac w 2018 roku

W czasach austriackich budynek był jednym z najważniejszych obiektów publicznych w mieście, spotykali się w nim z mieszkańcami np. namiestnicy guberni i arcyksiążęta.
31 października 1918 roku pałac został zajęty przez członków Komitetu Samoobrony, którzy zmusili starostę austriackiego do złożenia przysięgi wierności wobec polskiego rządu. W latach 1918–1939 w budynku mieściło się starostwo powiatowe, a czasie II wojny światowej stał się jedną z siedzib niemieckich władz okupacyjnych. Od zakończenia wojny do 1975 roku budynek ponownie mieścił władze powiatowe – Powiatową Radę Narodową, a następnie do roku 1990 był siedzibą wydziałów urzędu wojewódzkiego województwa tarnowskiego. W latach 1990–1998 znajdował się w nim urząd rejonowy. Od 2004 lub 2005 roku budynek jest własnością prywatną i nie jest użytkowany.
W 2003 roku budynek został wpisany do rejestru zabytków nieruchomych województwa małopolskiego (nr rejestru A-12/M z dnia 12 grudnia 2003 roku).

## Architektura

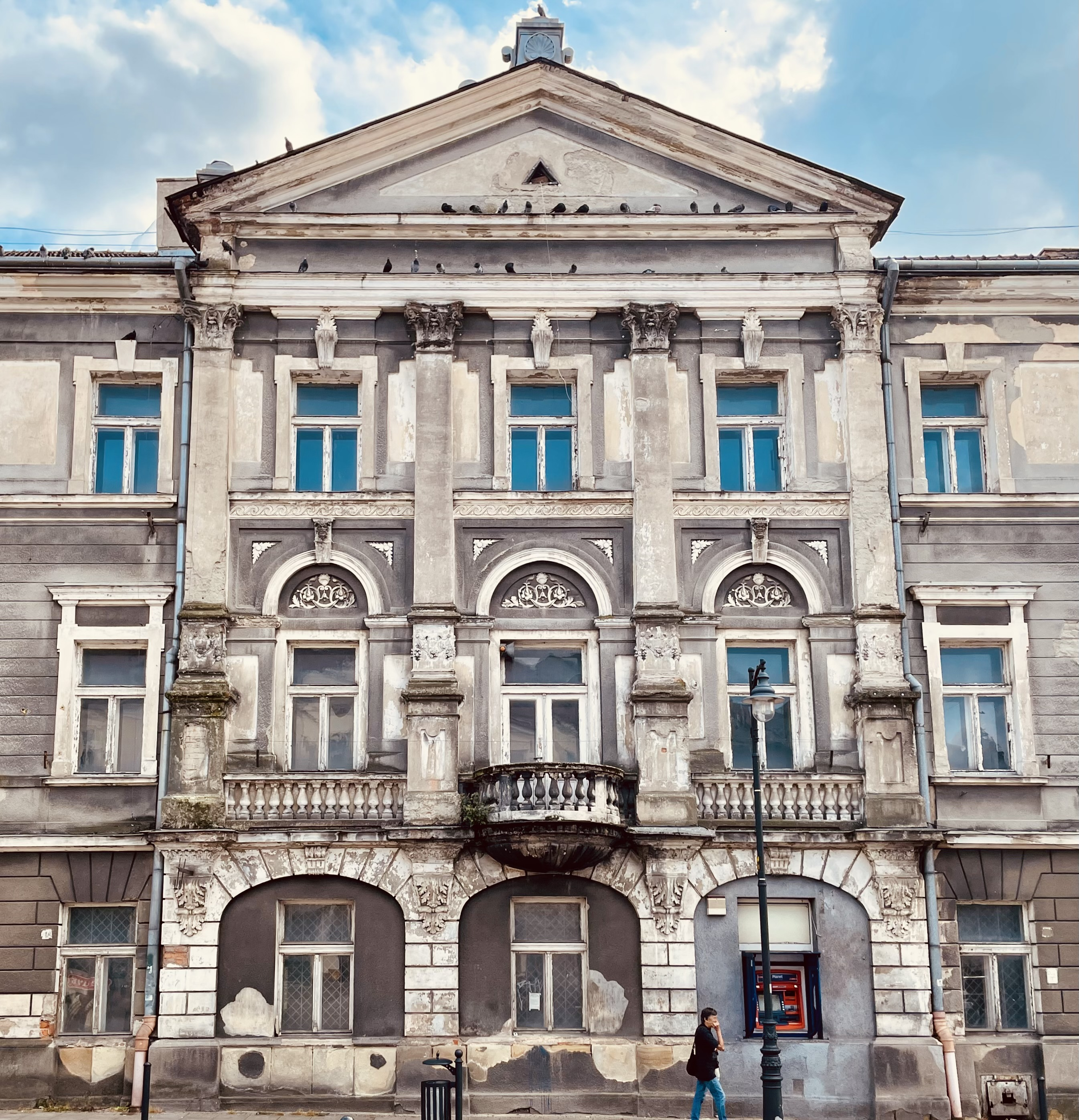
Środkowy ryzalit fasady

### Budynek główny
Budynek został wzniesiony na planie prostokąta z ryzalitami zewnętrznymi w elewacji tylnej i prostokątnym skrzydłem bocznym od strony wschodniej. Trzykondygnacyjny korpus oraz dwukondygnacyjne skrzydło tylne pokryte zostało dachem siodłowym. Pomiędzy korpusem a skrzydłem tylnym znajduje się dwukondygnacyjna przewiązka. Budowla wzniesiona jest z cegły, tynkowana, umiejscowiona na cokole z piaskowca pokrytego cementem, jest częściowo podpiwniczona. Układ wnętrz jest dwutraktowy.
Fasada budynku jest dziesięcioosiowa z trzema lekko zaakcentowanymi ryzalitami, znajdującymi się w centralnej oraz skrajnych częściach budowli. Środkowy trzyosiowy ryzalit ozdobiony jest zbliżonymi w kształcie do kwadratu blendami zamkniętymi łukami segmentowymi. Wewnątrz łuku umieszczone zostały prostokątne okna. Ściana parterowa razem z bocznymi ryzalitami pokryta została pozornym boniowaniem; bonie na narożach jednoosiowych ryzalitów są bardziej wydatne i sięgają drugiej kondygnacji. Pomiędzy parterem a I piętrem znajduje się gzyms kordonowy, gierowany nad zwornikami bram oraz w środkowym ryzalicie. Na wysokości pierwszej kondygnacji, na osi elewacji jest półkolisty balkon z kamiennymi tralkami. Nad balkonem, na wysokości 2. i 3. piętra ulokowano półkolumny w wielkim porządku, mające stanowić wizualną podporę dla tympanonu. W ryzalitach bocznych znajdują się otwory wejściowe: w zachodnim wejście do sieni przejazdowej oraz do piwnic i bocznych schodów, a we wschodnim wejście do klatki schodowej i holu. 
Fasada tylna budynku jest również dziesięcioosiowa, artykułowana wydatnymi zewnętrznymi ryzalitami. Na drugiej i trzeciej kondygnacji umieszczone zostały długie balkony z przęsłowymi, żelaznymi balustradami wspartymi na wspornikach z żelaznych elementów. Ściana w przewiązce pomiędzy korpusem a oficyną jest wypełniona częściowo luksferami.
Pomieszczenia w części parterowej pokryte są sklepieniem kolebkowym z lunetami (z widocznymi śladami modyfikacji), kolebkowym oraz sklepieniem krzyżowym. Na gurtach w przedsionku zastosowano sklepienie segmentowe, a nad schodami znajdują się stropy Kleina z wysklepkami. Na wyższych kondygnacjach stropy są drewniane, belkowe z podsufitką. Więźba dachowa jest stolcowa, a dach dwuspadowy, nakryty dachówką oraz (w skrzydle tylnym) blachą. Wzdłuż kalenicy znajduje się szereg podwójnych kominów. Podłogi są parkietowe, a w pomieszczeniach pomocniczych betonowe. W sieni posadzka wyłożona jest kostką dębową, a w holu wejściowym znajdują się ozdobne płytki ceramiczne z podpisem firmy „Michał Mikoś // Tarnów”, przejazd bramny wyłożony jest drewnianą kostką.
Budynek wyposażony jest w instalację wodno-kanalizacyjną, elektryczną, odgromową, telefoniczną oraz w centralne ogrzewanie. Pałac ma powierzchnię użytkową 1560 m², a kubaturę 15600 m³.

### Oficyna
Pałac ma parterową murowaną oficynę, jednotraktową, sześcioosiową, zaprojektowaną na rzucie prostokąta z ukośnie ściętą południową ścianą szczytową. Budowla wyposażona jest w małą piwnicę, o sklepieniu kolebkowym. W jej frontowej elewacji, niesymetrycznie pośrodku, umiejscowiono oszklony ganek, którego ściany są pionowo pokryte deskami w konstrukcji szkieletowej. Elewacja jest gładka, z prostokątnymi drzwiami w jej południowej części. Ścianę zamyka skromny gzyms.
Podłogi są parkietowe oraz białe z desek, w ganku wyłożone płytkami ceramicznymi z kolorowym szkłem. Okna w oficynie są skrzynkowe, prostokątne. Więźba dachowa jest stolcowa, wzmocniona osadzonymi nisko mieczami. Dach pulpitowy ze ścianą kolankową, nakryty eternitem, natomiast ganek ma dach siodłowy dwuspadowy.
Oficyna ma powierzchnię użytkową 120 m², a kubaturę 350 m³.